# Matthews Point
Der Matthews Point ist eine Landspitze an der Südküste des westlichen Endes der Insel Südgeorgien. Sie bildet die Westseite der Einfahrt zum Undine Harbour.
Wissenschaftler der britischen Discovery Investigations kartierten und benannten die Landspitze im Zeitraum zwischen 1926 und 1930. Namensgeber ist der britische Zoologe Leonard Harrison Matthews (1901–1986), Mitglied im Mitarbeiterstab der Discovery Investigations von 1924 bis 1935 und an Arbeiten in Südgeorgien zwischen 1924 und 1927 beteiligt.